# Cabanas de Torres
Cabanas de Torres – parafia (freguesia) gminy Alenquer i jednocześnie miejscowość w Portugalii. W 2011 zamieszkiwało ją 989 mieszkańców, na obszarze 6,79 km². Od 2013 jest częścią parafii Abrigada e Cabanas de Torres.